# Ruta 246 (Costa Rica)
La Ruta 246, oficialmente Ruta Nacional Secundaria 246, es una ruta nacional de Costa Rica ubicada en la provincia de Puntarenas.

## Descripción
En la provincia de Puntarenas, la ruta atraviesa el cantón de Buenos Aires (los distritos de Buenos Aires, Potrero Grande), el cantón de Coto Brus (el distrito de Pittier).